# Donjon
Ein Donjon [dɔ̃ˈʒɔ̃] (französisch) ist ein Wohnturm und zugleich Wehrturm einer mittelalterlichen Burg des französischen Kulturraums.

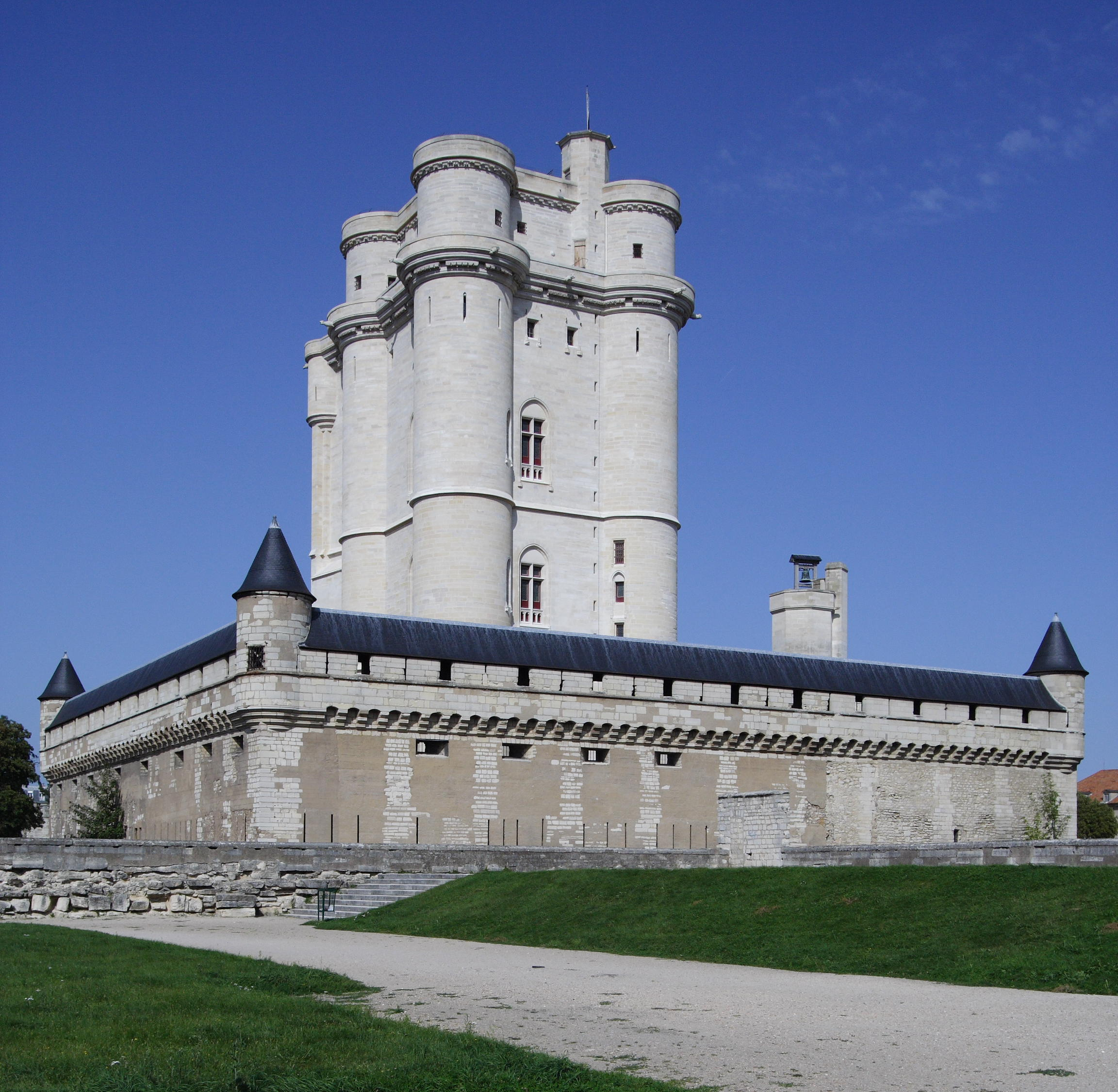
Donjon von Schloss Vincennes, im 13. und 14. Jahrhundert Hauptaufenthaltsort der französischen Könige

Der Begriff geht auf das gallo-römische dominiono, ‚Hauptturm‘, und dieses auf lateinisch dominus, ‚Herr‘, zurück, denn der Donjon wurde vornehmlich vom Burgherrn bewohnt. Der englische Begriff dungeon geht auf den französischen Begriff donjon zurück, allerdings verschob sich hier die Bedeutung später zu Kerker, während der dem Donjon entsprechende Turm als Keep bezeichnet wird. Der Donjon bildet entweder als Hauptturm den Kern der Burg oder tritt als besonders starker Mauerturm auf. Vom Bergfried, dem unbewohnten Hauptturm vieler Burgen im deutschsprachigen Raum, unterscheidet sich der Donjon durch seine grundsätzliche Eigenschaft als Wohnturm, weshalb auch vergleichsweise größere Grundflächen üblich sind.
Die auch in der Fachliteratur noch weit verbreiteten Begriffe donjon und keep werden von der internationalen Forschung zunehmend durch historisch belegbare Bezeichnungen wie tour maîtresse oder great tower ersetzt.
In seiner ursprünglichen, mittelalterlichen Bedeutung bezeichnet der Begriff donjon den gesamten Feudalsitz innerhalb einer Burganlage, nicht nur den Wohnturm. In italienischen Quellen bedeutet dongione (aus dem französischen Donjon) sogar den gesamten Herrenbesitz.

## Der französische Donjon

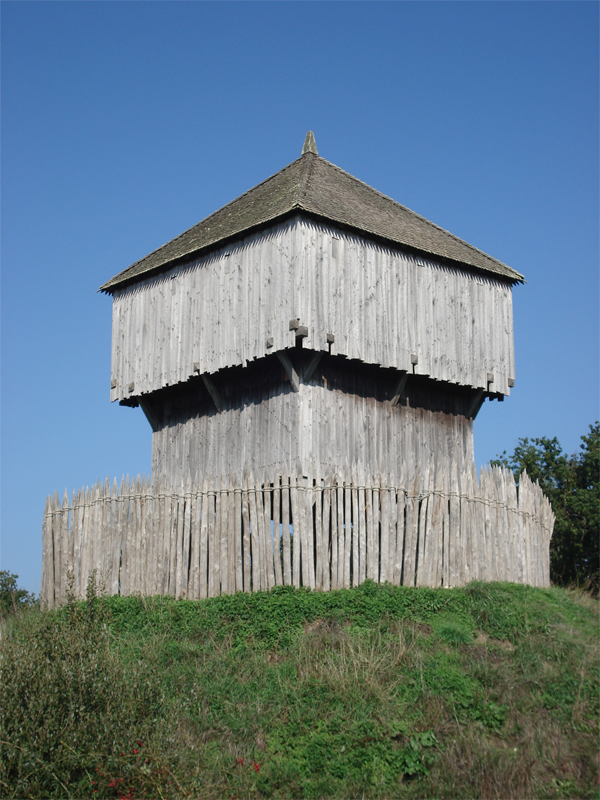
Rekonstruierte Motte von Saint-Sylvain-d’Anjou

Zur Zeit der Merowinger bewohnten die Könige des Fränkischen Reichs – ebenso wie der Adel – mit Gräben und Palisaden befestigte Höfe auf ihren Kammer- oder Allodialgütern, meist nahe den Ackerflächen im Flachland oder den Verkehrswegen in Tälern gelegen, und begaben sich im Verteidigungsfall in Fliehburgen, die oft auf Anhöhen gelegen oder im Wald oder Sumpf versteckt waren. Unter den Karolingern wurden manche dieser Höfe zu prächtigen, aber wenig befestigten Königspfalzen ausgebaut, während der niedere Adel seine Höfe allmählich stärker befestigte, vor allem seit den Wikingereinfällen, indem er auf natürlichen oder künstlichen Hügeln hölzerne Turmhügelburgen, genannt Motten, errichtete. Während diese Türme oft nur im Verteidigungsfall genutzt wurden, entstanden an ihrer Stelle bald auch steinerne Wohntürme, die beheizbar waren, mehr Geschosse enthielten und ständig bewohnt wurden.
Vor allem in Frankreich und England (dort als Keep bezeichnet) sind schon im 11. Jahrhundert große Donjons bzw. Keeps errichtet worden (beispielsweise Schloss Loches an der Loire). Auf die britische Insel gelangte dieser Bautyp im Zuge der normannischen Invasion des angelsächsischen Englands. Im deutschen Sprachgebrauch werden diese frühen Beispiele oft als „anglonormannische Wohntürme“ bezeichnet. Wilhelm der Eroberer ließ etwa Windsor Castle ab 1078 als Holzburg auf einem künstlichen Hügel errichten, an deren Stelle im 14. Jahrhundert der 24 m hohe steinerne Round Tower entstand.

### Die Entwicklung des Donjontyps

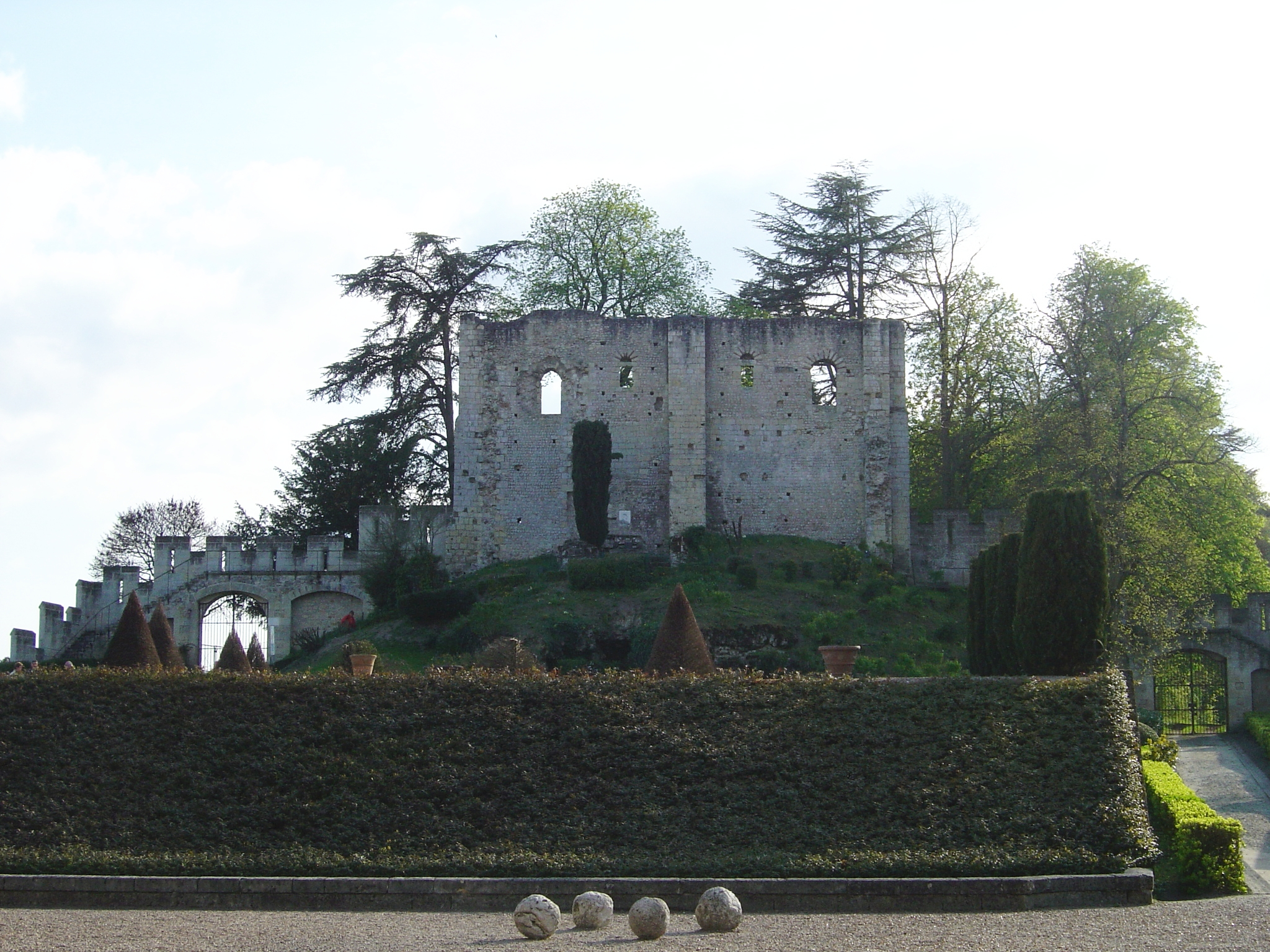
Einer der beiden ältesten steinernen Wohntürme Frankreichs: Der Donjon der Burg Langeais (Indre-et-Loire)

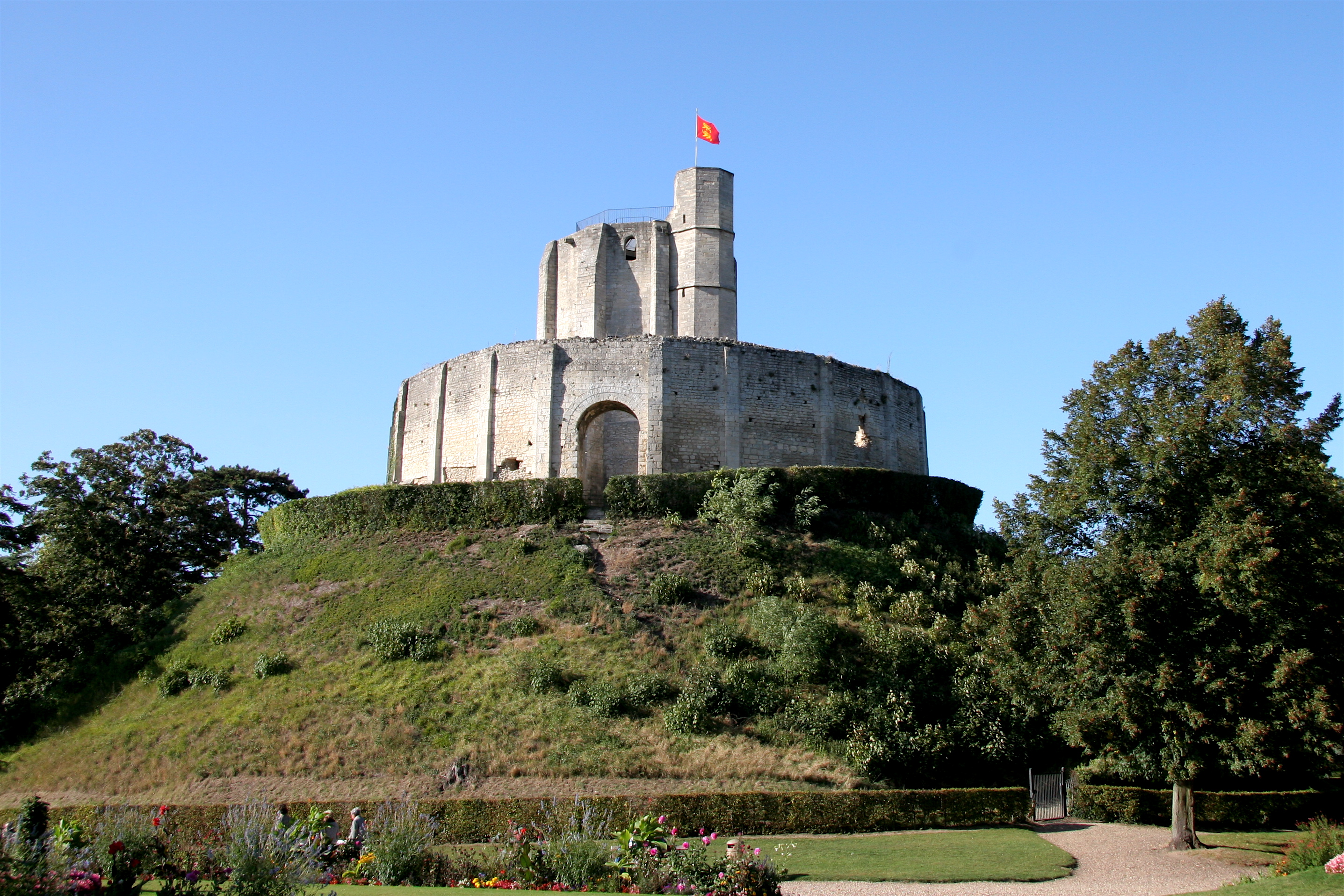
Der shell keep der Burg Gisors mit dem etwa 70 Jahre später entstandenen Donjon

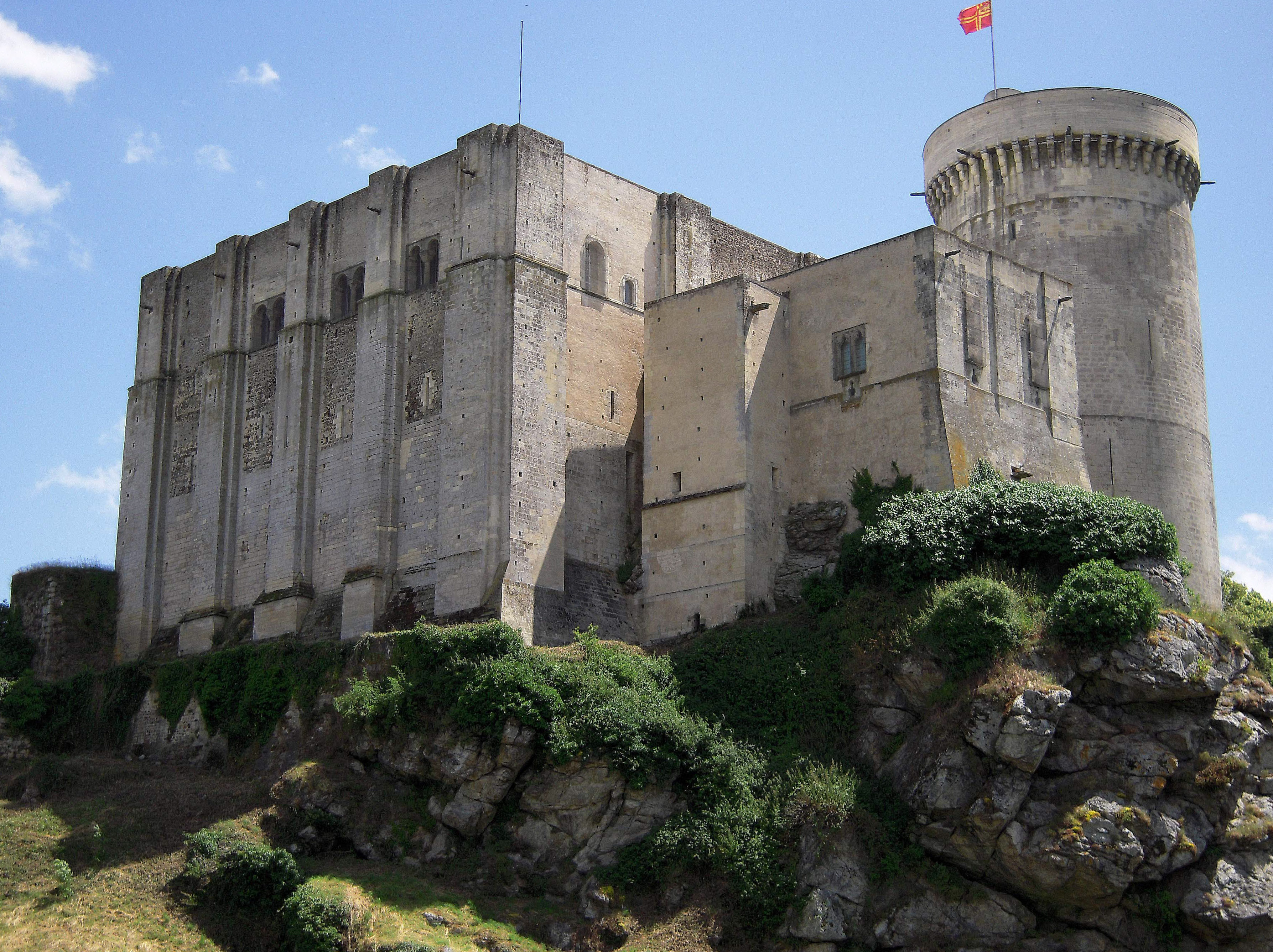
Die drei „Donjons“ der Burg Falaise in der Normandie

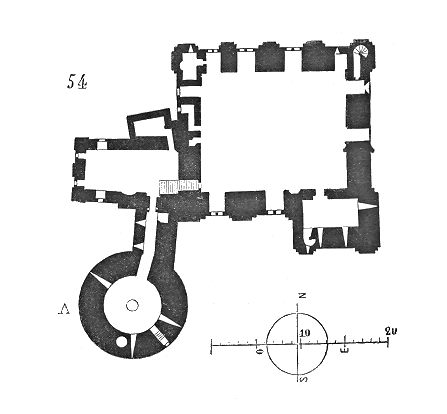
Der Grundriss der drei Donjons von Falaise. Gut erkennbar ist das Bestreben, den großen Hauptraum des älteren Donjons durch zusätzliche Kammern zu erweitern

Die Ursprünge des französisch-normannischen Donjons sind umstritten. Einige Forscher sehen einen Zusammenhang mit byzantinischen und nahöstlichen Traditionen, die während der ersten Kreuzzüge nach Westeuropa importiert wurden. Andere führen die ersten steinernen Wohntürme auf die im Hochmittelalter noch häufig erkennbaren Reste römischer Bauwerke zurück. Vielleicht dienten auch die hölzernen Türme der zahllosen Motten als direkte Vorbilder. Solche Holztürme waren stark brandgefährdet (insbesondere durch Brandpfeile) und schon aus diesem Grund wehrtechnisch unzulänglich, aber auch als dauerhaft bewohnte Residenzen nur bedingt geeignet.
Gelegentlich wird der karolingische Granusturm der Aachener Kaiserpfalz als wegweisendes Vorbild der späteren Wohntürme angesehen, doch dürfte er eher für den Staatsschatz und als Verteidigungsturm gedacht gewesen sein, denn die Wohnräume befanden sich in anderen Gebäuden. Die ältesten steinernen Wohntürme Frankreichs stammen noch aus dem 10. und frühen 11. Jahrhundert. Der teilweise erhaltene Turm in Langeais (Indre-et-Loire) ist wie sein Gegenstück in Doué-la Fontaine (Maine-et-Loire) eine Frühform des Donjontyps. Diese frühen Vorläufer sind allerdings eigentlich noch nicht als Türme anzusprechen. In beiden Fällen handelt es sich um repräsentative Hallen mit massiven Untergeschossen, bei denen der Wehrcharakter eine untergeordnete Rolle gespielt haben dürfte.
Ab dem späten 11. Jahrhundert wurden besonders in England die hölzernen Haupttürme der Turmhügel mit hohen Ring- bzw. Mantelmauern umgeben. Auf dem Festland haben sich nur wenige Beispiele dieses Burgentyps erhalten. Besonders charakteristisch ist der shell keep der Motte von Burg Gisors (Eure, um 1100). Etwa 70 Jahre später entstand hier innerhalb des Mantels ein großer polygonaler Donjon. Der Typus des shell keeps wurde auf dem Kontinent offenbar nicht weiterentwickelt, während auf den britischen Inseln einige Beispiele zu riesigen Haupttürmen mit offenem Innenhof ausgebaut wurden (Windsor Castle).
Im 11. und 12. Jahrhundert entstanden unter anderem die Donjons der Burgen Loches (Indre-et-Loire), Chinon (Indre-et-Loire), Caen (Calvados), Falaise (Calvados), Arques-la-Bataille (Seine-Maritime), Château-Thierry (Aisne), Dreux (Eure-et-Loir) und Provins (Seine-et-Marne). Diese frühen Donjons wurden meist über rechteckigen Grundrissen aufgemauert.
Als einer der ältesten runden Donjons gilt der Hauptturm der Burg Fréteval (Loir-et-Cher). Zahlreiche Forscher meinen, die runde Form sei entwickelt worden, um dem Bau eine höhere Stabilität gegen Unterminierungsversuche zu verleihen und dem Beschuss durch Steinschleudern (Bliden) und Katapulten besser widerstehen zu können. Wahrscheinlich spielten hier jedoch eher ästhetische und praktische Gründe eine Rolle, jedenfalls entstanden weiterhin mehr rechteckige als runde Haupttürme. In der zweiten Hälfte des 12. Jahrhunderts experimentierte man mit zahlreichen Grundrissformen, manchmal scheinen etwa die Ecktürme den eigentlichen Kernbau zu übertreffen (Burg Ambleny, Aisne). Der Donjon der Burg Étampes (Essonne) wurde über einem kleeblattförmigen Grundriss errichtet.

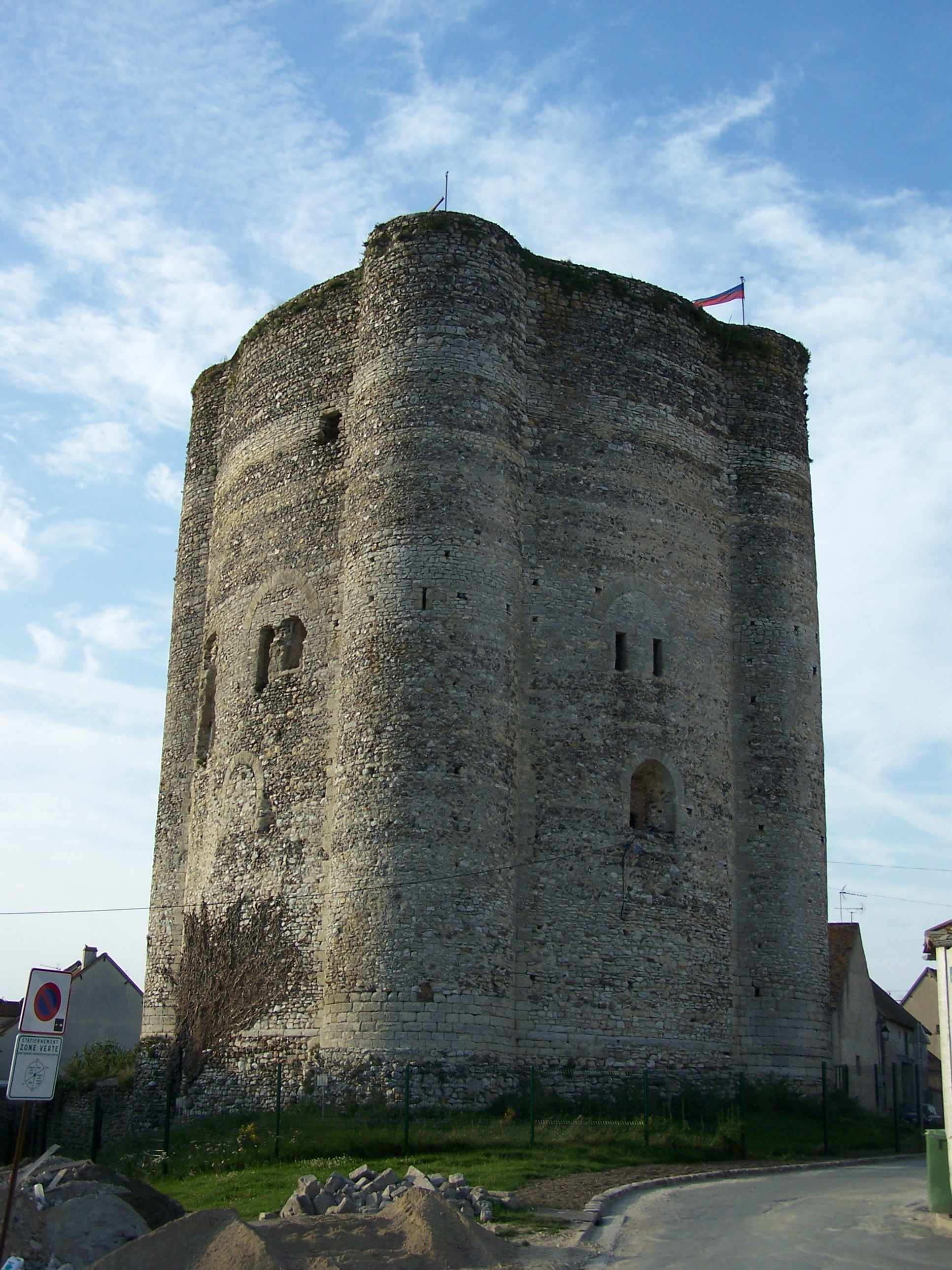
Der Donjon von Houdan (Yvelines) mit seinen halbrunden Ecktourellen

Runde Ecktürme bzw. Tourellen als Ergänzung rechteckiger oder ovaler Grundrisse erscheinen erstmals im 12. Jahrhundert (Houdan, Yvelines). Schließlich setzte sich weitgehend die Form eines rechteckigen Baukörpers mit runden oder quadratischen Ecktürmen durch. Ein früher Vertreter dieses Typs wird in Nemours (Seine-et-Marne) bis heute bewohnt und fand bis nach Irland seine Nachfolger. Die relativ einfache und preiswerte Bauform wurde hauptsächlich vom niederen Adel gewählt. Im 13. und 14. Jahrhundert wurden jedoch auch Donjons des Hochadels und der Krone nach diesem Muster errichtet (Burg Vincennes). Besonders im südlichen Frankreich entstanden noch bis ins 15. Jahrhundert ähnliche Haupttürme.
Die geographische Lage der meisten Beispiele verdeutlicht, dass der Bautypus des Donjon wohl im mittleren Loiregebiet (Grafschaft Anjou) entwickelt wurde, also im Grenzbereich zur Normandie. In der Normandie wurde der Donjon durch die Integration kleinerer Nebenräume weiterentwickelt (Burg Falaise) und diese Innovation nach England übertragen.

### Typologische Merkmale
Häufig entstand ein steinerner Donjon auf dem Hügelplateau einer Motte an der Stelle älterer Holzbauten, um den gewachsenen fortifikatorischen Bedürfnissen des Hochmittelalters zu entsprechen (Burg Bricquebec, Manche). Von den frühen „romanischen“ Donjons belegt besonders der Wohnturm der Burg Chambois (Orne) die Ableitung des englischen Keeps vom französischen (anglonormannischen) Donjon. Auch der grand donjon der Burg von Falaise hat seine englischen Gegenstücke in den Keeps der Burgen Corfe, Norwich und Portchester.
Die Grundform des befestigten Wohnturms wurde den jeweiligen topographischen Verhältnissen und praktischen wie auch wehrtechnischen und repräsentativen Erfordernissen angepasst. Manchmal stehen die Türme im Zentrum einer Burg (Burg Châteauguillaume, Lignac, Indre), oft auf älteren Turmhügeln oder natürlichen Felsköpfen oder Erhebungen. Sie können die Angriffsseite einer Wehranlage decken und hierzu von Schild- oder Mantelmauern begleitet werden. Gelegentlich sind die Wohn- und Wirtschaftsgebäude in einer umfangreichen Vorburg zusammengefasst, der Donjon steht isoliert oder wird von einer Ringmauer umgeben (Burg Saint-Vérain, Nièvre).
Die Grundrissform spielt als Merkmal eine sekundäre Rolle. Es gibt sowohl rechteckige als auch runde und polygonale Donjons, wobei die rechteckige Grundrissform die ältere ist. Besonders bei spätmittelalterlichen rechteckigen Donjons sind die Ecken häufig mit runden Tourellen besetzt, die manchmal zu Rundtürmen ausgebildet wurden (Burg Domeyrat, Haute Loire).
Einige der französischen Donjons werden von Gräben umgeben, waren also eigenständige Kleinburgen innerhalb einer Ringmauer (Louvre, Paris). Auch dies deutet darauf hin, dass gerade die hochmittelalterlichen Donjons nicht nur Wohn- und Repräsentationsbauten waren, sondern auch der (passiven) Verteidigung dienten.
Die Donjons von Trêves (Chênehutte-Trêves-Cunault, Maine-et-Loire), Dourdan (Essonne) und anderer Burgen sind als Ecktürme ausgebildet. Diese Beispiele deuten auf einen Funktionswandel der Haupttürme hin. Sie dienten offenbar nicht mehr nur als Refugien innerhalb der Burg, sondern sollten eine aktive Verteidigung der Wehranlagen ermöglichen. Die Turmbesatzung konnte schnell vom Turm auf die Wehrgänge wechseln, sich bei akuter Gefahr aber ebenso rasch zurückziehen. In Dourdan steht der Donjon frei im Graben vor der eigentlichen Burg, ähnlich wie in Seringes-et-Nesles (Burg Nesles-en-Dole, Aisne).
Gelegentlich springt der Donjon aus der Ringmauer vor und schützt etwa die gefährdete Angriffsseite einer Burg (Burg Mauvezin, Hautes-Pyrenees) und das Tor. Selten ist die gleichzeitige Funktion als Torturm.
Andere Donjons wurden an die Ringmauer angebaut oder später mit Gebäuden umgeben. Wie in Falaise oder Najac (Aveyron) wird manchmal ein älterer „romanischer“ Donjon von einem jüngeren „gotischen“ Rundturm überragt.
In Cruas (Ardeche) wurde ein ganzes befestigtes Dorf an das „Chateau de Moines“ mit seinem rechteckigen Donjon angebaut. Das mittelalterliche Ensemble ist heute vollständig unbewohnt.
Gelegentlich entstanden innerhalb einer größeren Burganlage mehrere Donjons bzw. Haupttürme. Die riesige Burg Falaise (Calvados) wird gleich von drei derartigen Bauwerken überragt. Der „grand donjon“ ist ein typischer anglonormannischer Wohnturm aus dem 12. Jahrhundert. Etwas später entstand der wesentlich kleinere „petit donjon“ als Anbau an den älteren Hauptturm. Im frühen 13. Jahrhundert wurde dem Ensemble noch der „Tour Talbot“ hinzugefügt. Der große Rundturm überragt die beiden hochmittelalterlichen Donjons und diente hauptsächlich militärischen Zwecken. Einen „doppelten“ Donjon besitzt die Burg in Niort (Deux-Sèvres). Beide Türme stehen im Abstand von 16 Metern und werden durch einen Zwischenbau verbunden. Auch das Schloss Excideuil weist einen doppelten Donjon auf.
Nicht alle „Donjons“ waren für die ständige Wohnnutzung konzipiert, manche unterscheiden sich in Größe und Aussehen nur wenig von den mitteleuropäischen Bergfrieden. So hat etwa der runde Hauptturm der Burg Châlus-Chabrol (Haute-Vienne) einen Durchmesser von 9,5 Metern bei einer erhaltenen Höhe von 25 Metern. Auch der Hocheingang über dem Sockelgeschoss entspricht den mitteleuropäischen Gegenstücken. Allerdings sind alle vier Geschosse durchgehend eingewölbt, während Bergfriede meist nur teilweise steinerne Gewölbe aufweisen. Oft trennen in Mitteleuropa nur Bretterdecken die Geschosse.
Diese bergfriedähnlichen „Donjons“ wurden überwiegend in Südfrankreich und den alpinen Regionen errichtet, wo es schon durch die verwandte topographische Situation zu ähnlichen burgenbaulichen Resultaten kam wie in Mitteleuropa. Aber auch in Nord- und Zentralfrankreich scheinen ab dem 13. Jahrhundert wieder verstärkt die wehrtechnischen und repräsentativen Funktionen der großen Türme von der Wohnfunktion getrennt worden zu sein (Burg Châtillon-sur-Indre).
In Frankreich haben sich an zahlreichen Donjons und auch bergfriedähnlichen Haupttürmen Maschikulis und Scharten erhalten, die auch eine aktive Verteidigung des Hauptturmes ermöglichten. Oft stammen diese Verteidigungseinrichtungen aus dem Spätmittelalter oder sind Rekonstruktionen des 19. Jahrhunderts. Jedoch belegen auch hochmittelalterliche Beispiele die Verbreitung dieser Wehrelemente, die mitteleuropäischen Bergfrieden meist fehlen.
Viele der französischen Scharten und Maschikulis waren auch tatsächlich benutzbar, dienten also nicht nur der Zierde oder der psychologischen Abschreckung eines potentiellen Aggressors. Eine Besonderheit des französischen Wehrbaus waren Strebepfeiler und Konsolen, die durch Rund- oder Spitzbögen miteinander verbunden waren. Im Gewölbe ermöglichte eine Wurf- oder Gussöffnung meist die Verteidigung des Mauerfußes. Ein besonders charakteristisches Beispiel ist der Hauptturm der Burg Clansayes (Drôme, wohl Anfang 13. Jahrhundert), dessen Maschikulation spitzwinklig ausspringt. Auch der tropfenförmige Donjon der Burg Gaillard ist hier anzuführen. Ehemals wurde das Kernwerk noch durch einen aufgesetzten Rundturm verstärkt.
Diese wehrtechnischen Details beleben die Außenfronten vieler französischer Burgen, Wehrkirchen und Stadtbefestigungen. Gegenüber ihren mitteleuropäischen Gegenstücken erscheinen diese Bauwerke ähnlich wie spanische und italienische Wehrbauten deshalb oft wesentlich reicher gegliedert.
Die süd- und westeuropäischen Beispiele waren häufig gegen Angriffe größerer Verbände konzipiert, während die Burgen im römisch-deutschen Reich meist nur Haufenangriffen durch relativ wenige Angreifer ausgesetzt waren. Eine aktive Verteidigung war den oft nur 10 oder 20 Mann starken Besatzungen der mitteleuropäischen Burgen nur schwer möglich. Die meist wesentlich einfacher angelegten Verteidigungseinrichtungen waren hier manchmal nur Attrappen, die mehr Wehrkraft vortäuschen sollten, als tatsächlich vorhanden war. Aber auch an französischen und englischen Burgen lassen sich zahlreiche Beispiele für diese „psychologische Kriegsführung“ belegen.
Im deutschen Sprachraum wird in der Regel der allgemeinere Begriff „Wohnturm“ gebraucht, da die Proportionen der großen französischen Donjons selten erreicht werden. In der Form mit vier kleinen Ecktürmen ist die Nothberger Burg in Deutschland selten und somit als ein Kulturerbe von besonderer Bedeutung anzusehen. Sie weist in ihrer Konzeption auf Vorbilder in Frankreich hin. Ein weiteres Beispiel für einen der wenigen erhaltenen deutschen Donjons steht in Heimsheim und gehört zum dortigen Schleglerschloss. Auf Vorbilder in der nahen Schweiz ist wohl der Wohnturm der stark substanzgefährdeten Burg Hugofels im Allgäu zurückzuführen.
Als direkte Umsetzungen französischer Vorgaben gelten die – längst verschwundenen – Turmburgen des Erzbistums Köln in Soest und Xanten. Hier entstanden im Hochmittelalter mächtige Donjons mit Seitenlängen von etwa 27 Metern.

### Zweckbestimmung und Symbolik

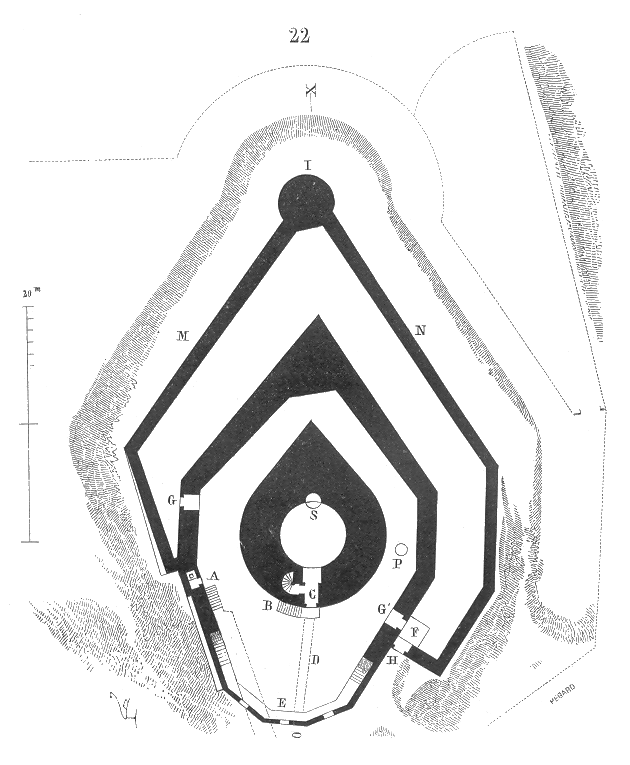
Der Grundriss der Kernburg von La Roche-Guyon

Der fortifikatorische Wert der Keeps und Donjons wird heute von einigen Burgenkundlern als zweitrangig eingestuft, sie stellen den Wohn- und Repräsentationscharakter der großen Türme in den Vordergrund. Allerdings muss man sich vergegenwärtigen, dass schon die Steinarchitektur der frühen Donjons in einer überwiegend „hölzernen“ Umwelt große wehrtechnische Vorteile brachte. Auch die enormen Mauerstärken einiger Donjons sind Hinweise dafür, dass man diese Höhepunkte der mittelalterlichen Profanarchitektur als multifunktionale Bauwerke deuten sollte. Gelegentlich wurden die Angriffsseiten durch Schildmauern (Burg Crest) oder Vormauerungen verstärkt. Die dreieckige Front des sonst als Rundturm konzipierten Donjons der Burg La Roche-Guyon (Val-d’Oise) diente wohl als Schutz vor dem Beschuss durch Steinschleudern (Bliden) und ähnlichen Belagerungsmaschinen.
Auch andere „tropfenförmige“ Grundrisse sind sicherlich auf diese wehrtechnischen Überlegungen zurückzuführen (Burg Issoudun, Indre, Burg Gaillard, Eure). Die Bauherren versuchten hier wohl, auf die modernsten belagerungstechnischen Entwicklungen zu reagieren. Teilweise erscheinen solche massiven Ausbauten aus heutiger Sicht als eher unnötig. Hier scheinen auch teilweise eher irrationale Beweggründe eine Rolle gespielt zu haben, man überschätzte offenbar die tatsächliche Gefahr eines Einsatzes von großen, sehr aufwändigen und teueren Belagerungsgeräten. Neben dreieckigen Vormauerungen finden sich auch halbrunde Frontseiten (Burg Bâtie-Vieille, Hautes-Alpes).
Besonders die Funktion als Rückzugsorte der Burgbesatzung wird oft bezweifelt. Im französischen Sprachgebiet entstanden allerdings bereits im frühen 13. Jahrhundert einige Burgen des regelmäßigen Kastelltyps, die ohne Donjons konzipiert wurden (Passy-en-Valois, Aisne; Montaiguillon). Parallelen hierzu finden sich auch im übrigen Europa, etwa in den mitteleuropäischen „Mantelmauerburgen“. Einige Autoren deuten diesen Umstand als Hinweis, dass dem Hauptturm doch eine Rückzugsfunktion zugewiesen werden kann. Man habe wohlüberlegt auf einen Donjon, Keep oder auch Bergfried verzichtet, um die Besatzung zu zwingen, die gesamte Burg zu verteidigen. Die Verteidiger konnten sich so nicht mehr passiv in den Turm zurückziehen (türmen), um auf Entsatz zu warten.
Es sind etwa auch einige Rückzüge verfolgter Juden in Türme überliefert. In Frankreich sollen sich im Mittelalter sogar 500 Juden in einem Turm verschanzt haben, der dann von der bäuerlichen christlichen Bevölkerung niedergebrannt wurde (Verdun-sur-Garonne, Hirtenkreuzzug von 1320).
Die von der Burgenforschung des 19. Jahrhunderts angenommene Reduitfunktion der mittelalterlichen Türme ist sicherlich in dieser Form aus dem (früh)neuzeitlichen Festungsbau abgeleitet. Die frühen Autoren interpretierten die Rückzugsfunktion oft als die eigentliche Zweckbestimmung der großen Turmbauten. Die heutige Forschung sieht dies wesentlich differenzierter und hat auch die Donjons als multifunktionale Bauwerke erkannt. Burgen konnten sehr unterschiedliche Funktionen haben. Die eigentliche Motivation der Bauherren muss hier oft im Dunkeln bleiben. Die Forschung kann nur Rückschlüsse aus der politischen und soziologischen Gesamtsituation herleiten.
Die frühen Turmbauten repräsentierten oft die gesamte Burganlage, deren Außenwerke häufig noch als Holz-Erde-Befestigungen angelegt wurden oder nur aus einfachen Ringmauern ohne Flankierungstürme bestanden. Der generelle Ausschluss der Funktion als „letzte Zuflucht“ erscheint einigen Forschern deshalb problematisch, zumal es auch einige historisch belegbare Beispiele für diese Reduitfunktion gibt. Viele Burgen entstanden nicht als Residenzen in einer befriedeten Region, erst ihr Bau befriedete im Zusammenhang mit den zahlreichen anderen befestigten Wohnsitzen des Adels und sonstigen Befestigungsanlagen ein Gebiet dauerhaft. Grundlage dieses erstaunlich gut funktionierenden Systems gegenseitiger Abhängigkeiten war der Feudalismus, der die Herausbildung der abendländischen Kultur in ihrer heutigen Form erst ermöglichte.
Der große Hauptturm scheint keineswegs ein unverzichtbares Element mittelalterlicher Herrschaftsarchitektur gewesen zu sein. Die Machtsymbolik war dennoch sicherlich ein wichtiger Beweggrund für die Entstehung solcher Architekturen, auch die Funktion als Symbol des tatsächlichen oder eingebildeten sozialen Status der Bauherren.
Manche westeuropäische Burgen sind eigentlich nur große Donjons, auf befestigte Außenwerke und aufwändige Nebengebäude wurde oft verzichtet. Diese oft kleineren Burgen lassen sich typologisch nicht immer eindeutig vom „Maison forte“ (Befestigtes Haus) des Niederadels abgrenzen, das wieder im „Festen Haus“ Mitteleuropas sein bescheideneres Gegenstück findet.

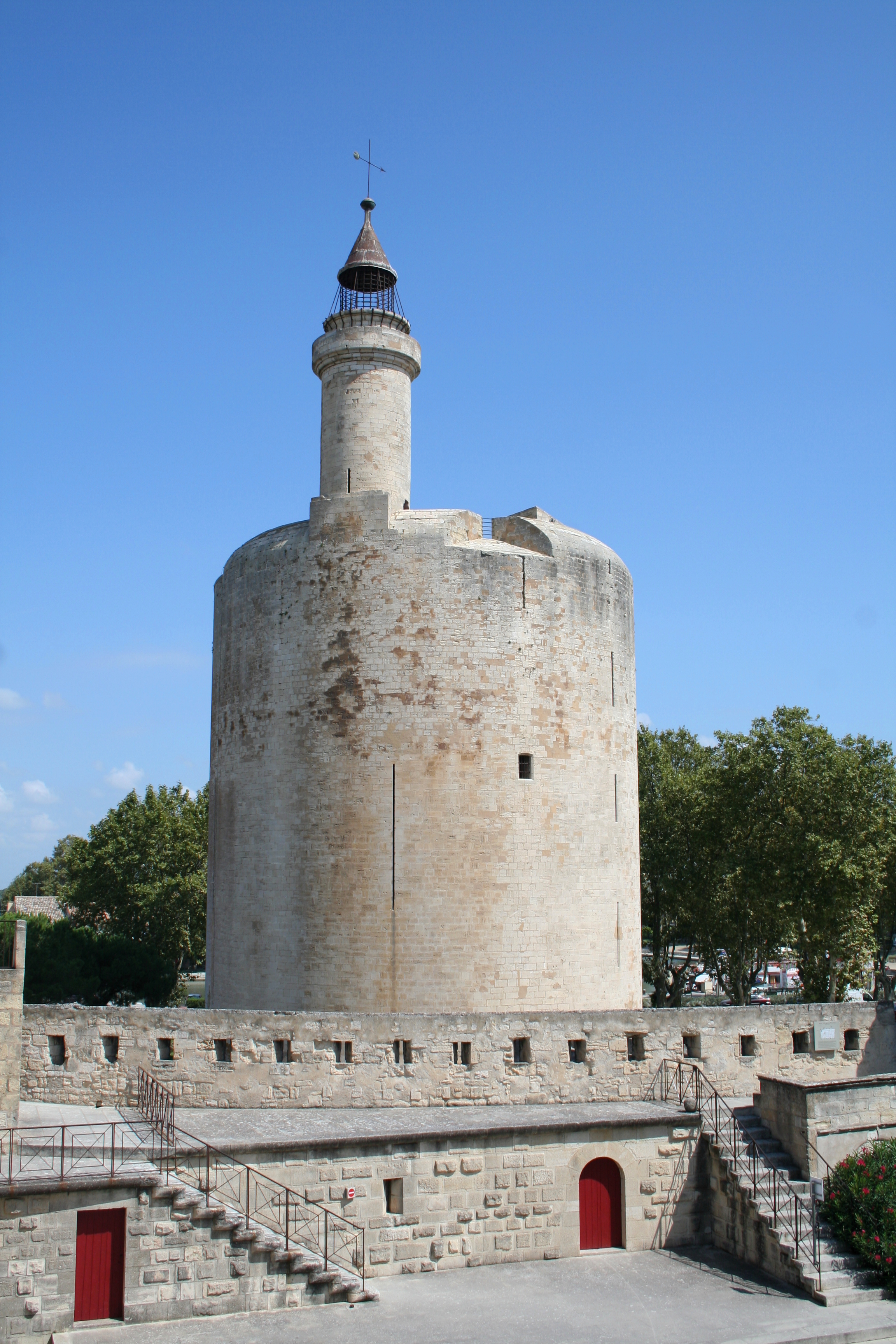
Der donjon royal der Stadtbefestigung von Aigues-Mortes („Tour de Constance“)

Einige Stadtbefestigungen werden durch große donjonähnliche Wehrtürme verstärkt. Ein markantes Beispiel ist die runde „Tour de Constance“ in Aigues-Mortes. Der Bau beherbergte im Mittelalter die königliche Garnison und ist deshalb als „donjon royal“ anzusprechen. Als weit vorgeschobenes Außenwerk hat sich dort auch die rechteckige „Tour Carbonniere“ erhalten.
Auch bei den Burgen in Spanien sind vergleichbare repräsentative Haupttürme weit verbreitet, hier werden sie als torre del homenaje bezeichnet. Die normannischen Eroberer verbreiteten den Donjontyp zudem in Süditalien und Sizilien.

## Abgrenzung

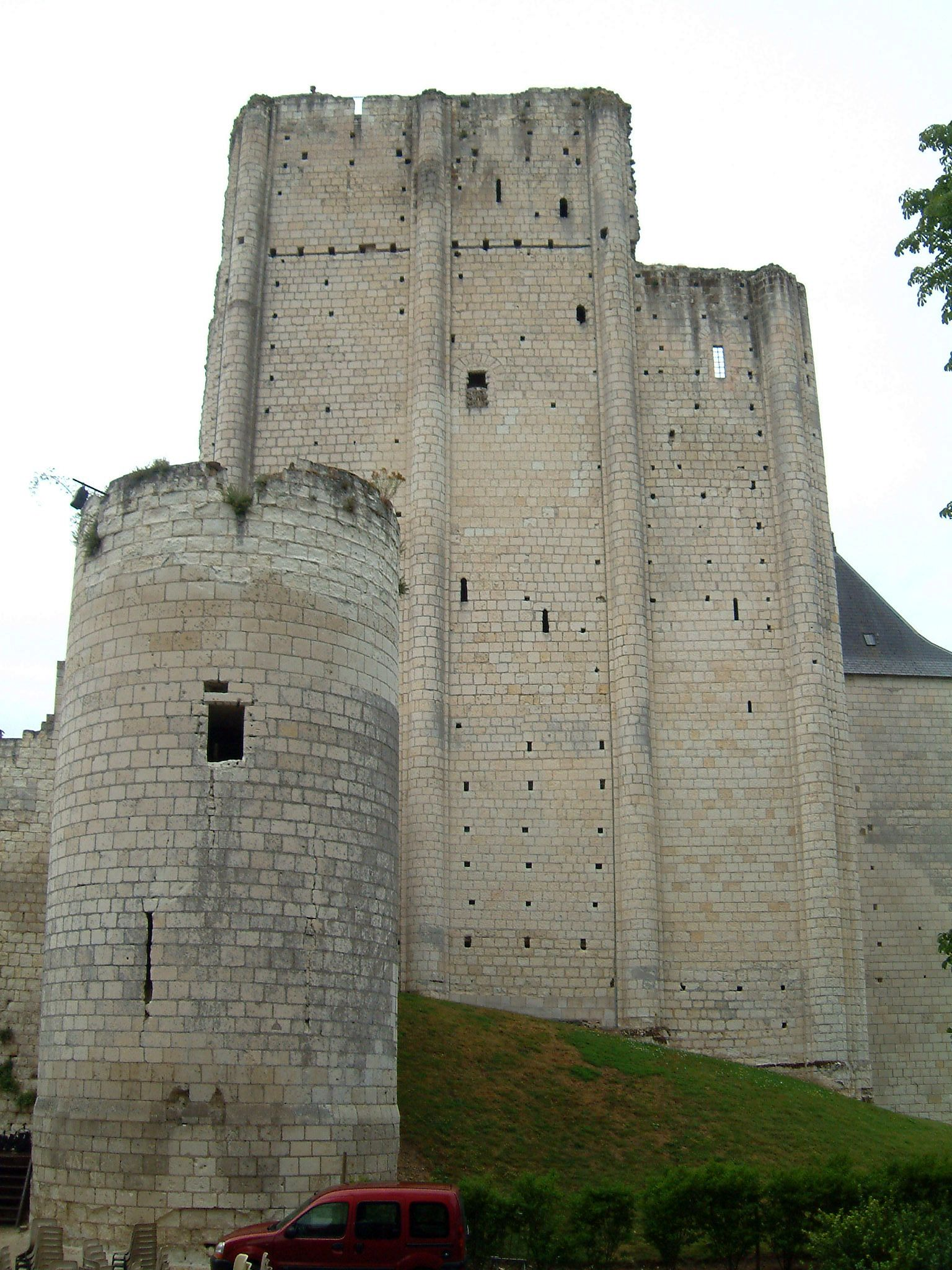
Einer der bekanntesten Donjons: Der hochmittelalterliche Hauptturm der Burg Loches (Indre-et-Loire)

Die Bezeichnung „Donjon“ wird in der deutschsprachigen Literatur oft als allgemeiner Oberbegriff für befestigte Wohntürme in Burgen verwendet.
Im engeren Sinn wird der Begriff jedoch nur für die großen Wohntürme des französischen Kulturraums verwendet. In anderen Regionen Europas wurde der Grundtypus des Wohnturmes meist stark abgewandelt und weiterentwickelt, weshalb eine genauere begriffliche Differenzierung sinnvoll erscheint. So unterscheiden sich etwa einige englische Keeps grundlegend von der Einraumdisposition der meisten französischen Donjons. Hier wurden zusätzlich Wohnräume um die zentrale Halle gruppiert und manchmal eine Kapelle integriert.
Auch der große Hauptturm der Burg Karlštejn bei Prag ist als Abwandlung des klassischen Donjontyps zu interpretieren. Das Bauwerk diente hauptsächlich als „Tresor“ für die Reichskleinodien und Reliquien des Heiligen Römischen Reiches und wohl auch als Symbol der Macht des böhmischen König- und römisch-deutschen Kaisertums. Der zentrale Raum im Hauptturm ist die prächtige Kreuzkapelle im Obergeschoss, in der die Schätze des König- und Kaiserreiches aufbewahrt und präsentiert wurden.
Ebenso ist es in Spanien durch den Einfluss der maurischen Architekturtradition und regionale Besonderheiten zu einer Sonderentwicklung gekommen. Bereits die unterschiedliche Lage im Gelände musste hier zu Abweichungen führen. Ähnlich wie im Mitteleuropa und Südfrankreich wurden viele spanische Burganlagen als Höhenburgen errichtet, während die meisten Burgen Nordfrankreichs und Englands in der Ebene oder auf niedrigen Hügeln liegen. Einige Burgenforscher bevorzugen deshalb den Begriff „donjonartiger Wohnturm“ zur Beschreibung solcher regionaler Sonderformen und Abwandlungen.
In Frankreich wurde der Begriff „Donjon“ in der Fachliteratur oft unkritisch auf die Bergfriede und Wohntürme Mitteleuropas und besonders des Elsass übertragen. Auch die Haupttürme französischer Burgen, die nicht primär Wohnzwecken dienten, werden meist verallgemeinernd als Donjons bezeichnet, ebenso die hölzernen Turmbauten der zahlreichen Motten (Turmhügel). Jean Mesqui und andere Autoren verwenden hingegen den Begriff tour-beffroi (Bergfried-Turm) zur Bezeichnung solcher Türme und bedauern, dass „beffroi“ im französischen Sprachgebrauch üblicherweise nur auf städtische Wach- und Glockentürme bezogen wird.
Häufig werden auch die Keeps der britischen Inseln als Donjons angesprochen. „Donjon“ hat hier die Bedeutung von „Hauptturm“. Die moderne französische Forschung hat diese Problematik inzwischen erkannt und ersetzt den Begriff „Donjon“ zunehmend durch den neutralen Terminus „Tour maîtresse“, der sich auch auf die Keeps, Wohntürme und Bergfriede des übrigen Europas anwenden lässt. Noch verbreiteter ist diese veraltete Gleichsetzung in der populärwissenschaftlichen Mittelalterliteratur. Solche Werke werden häufig ins Deutsche übersetzt und vermitteln dem Leser ein überhöhtes Bild der mitteleuropäischen Verhältnisse, die sich auch in burgenkundlicher Hinsicht deutlich von den westeuropäischen unterscheiden.

## Kreuzfahrerburgen im Heiligen Land

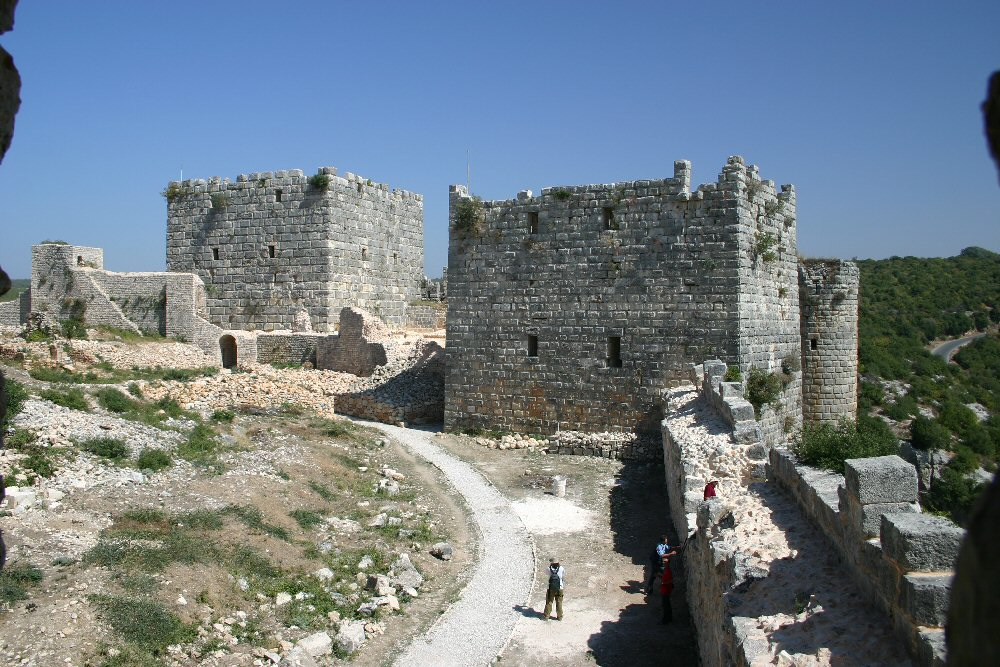
Der Donjon (links) der Saladinsburg (Burg Saône, Syrien)

Während der ersten Kreuzzüge wurden die modernsten europäischen wehrtechnischen Entwicklungen in den Nahen Osten und das Byzantinische Reich übertragen. Französische und normannische Kreuzfahrer errichteten die ersten donjonartigen Wohntürme in den besetzten Gebieten. Diese Herrschaftsarchitekturen entsprachen weitgehend ihren abendländischen Vorbildern. Meist wurden die Donjons zweistöckig angelegt, die Geschosse waren oft massiv eingewölbt. Um die Burgen entstanden häufig zivile Siedlungen. Gelegentlich nutzte man ältere Wehranlagen, in deren Zentrum ein Wohnturm aufgemauert wurde (Burg Anavarza).
Viele der ersten Donjonburgen wurden später abgebrochen oder überbaut. Der Turm in Montdidier/Madd ad-Dair (Grafschaft Caesarea) entstand wohl bereits vor 1123, der Donjon der Burg Castrum Rubrum/Buri al-Ahmar könnte etwas jünger sein. Die Reste dieses 1983 archäologisch untersuchten Turms hatten eine Grundfläche von 19,7 × 15,5 Metern. Ursprünglich geht wahrscheinlich auch die Burg Beaufort (Libanon) auf eine einfache Donjonburg mit einer massiven Schildmauer zurück.
Die militärische Bedeutung dieser frühen Adelburgen des Donjontyps nahm ab der Mitte des 12. Jahrhunderts ab. Die repräsentativen Wohntürme blieben trotzdem wichtige Statussymbole und Herrschaftsmittelpunkte. Gut erhalten hat sich der quadratische Donjon der Burg Saône/Sahyun/Salah Ed-Din (Syrien). Runde Haupttürme sind seltener und frühestens ins beginnende 13. Jahrhundert zu datieren (Burg Margat, Syrien). Die rechteckige oder quadratische Bauform war besser bewohnbar und leichter einzuwölben.
Nur Reste haben sich vom gewaltigen Rundturm der ehemaligen Templerburg Saphet/Safed/Safad (Israel) erhalten. Dieser gigantische – vielleicht mamlukische – Turm übertraf mit 34 Metern Durchmesser sogar die Ausmaße des Donjons von Coucy.

## Coucy-le-Château

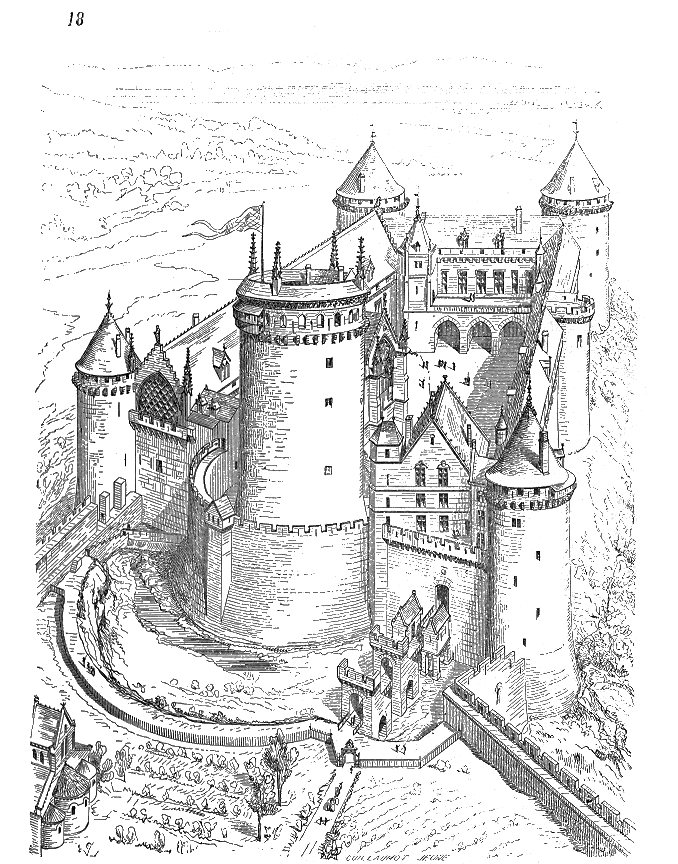
Der Donjon von Coucy an der Hauptangriffsseite der Burg, Rekonstruktion von Viollet-le-Duc

Das mächtigste und berühmteste Beispiel eines französischen Donjons wurde 1917 während des
Ersten Weltkrieges von deutschen Truppen gesprengt. Heute sind von dem gewaltigen runden Wohnturm der großen Feudalburg Coucy-le-Château bei Soissons nur noch wenige Reste übrig. Die deutsche Generalität befürchtete, der Gegner könne sich in dem uneinnehmbaren Bau verschanzen. Die Abmessungen dieses Baus waren gigantisch: Der Turm war etwa 60 Meter hoch und hatte bei einer Mauerstärke von sieben Metern einen Durchmesser von etwa 30 Metern.

## Erhaltene Donjons

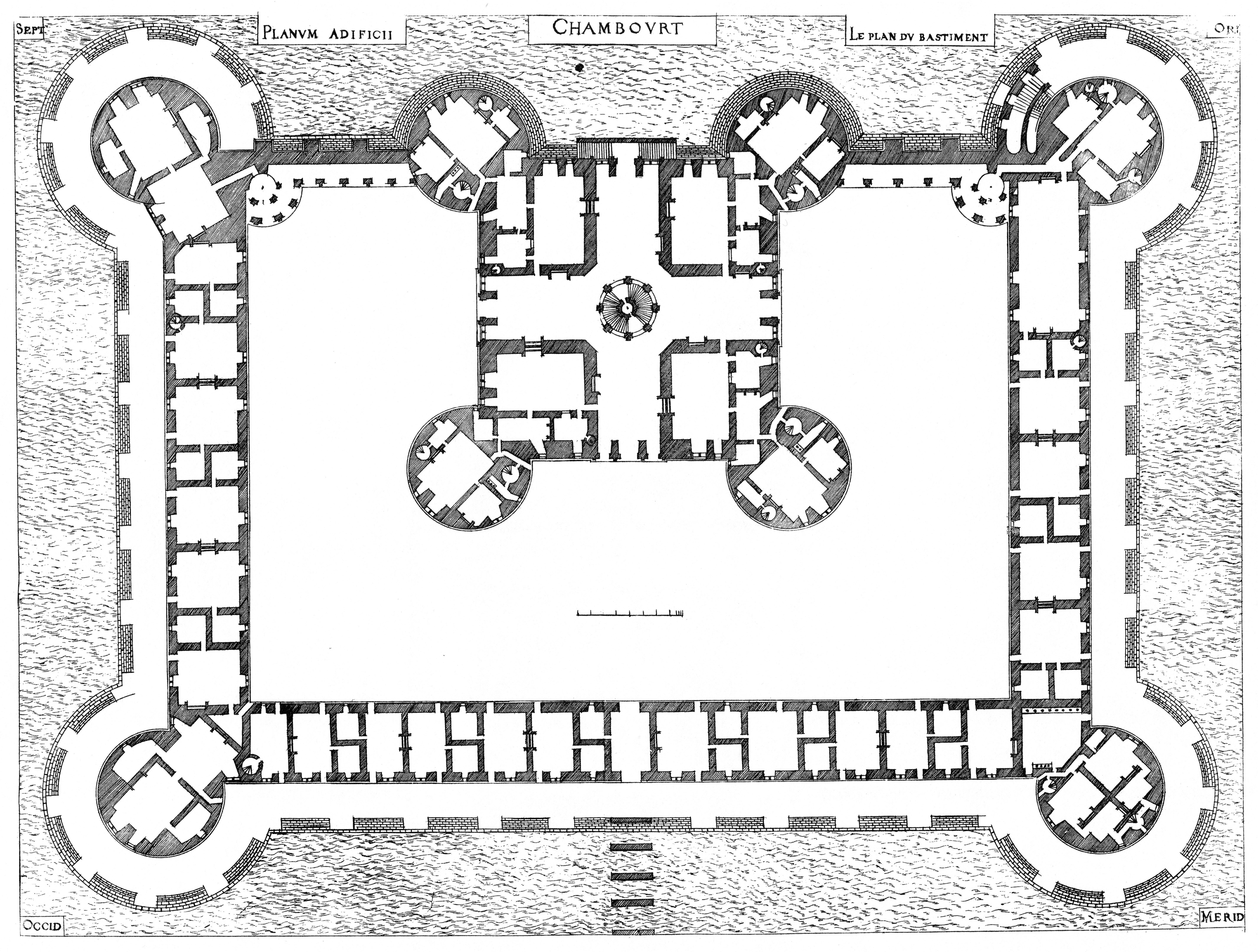
Grundriss des Schloss Chambord

In Frankreich sind heute etwa 1100 Donjons erhalten oder nachweisbar. Große ganz oder teilweise erhaltene französische Donjons sind unter anderem:
- Château von Aulnois-sur-Seille/Lothringen
- Donjon der Burg Beaugency/Loiret
- Tour-de-Broue/Charente-Maritime
- Burg Conches-en Ouche/Eure
- das Corps de Logis von Schloss Chambord/Loire
- Burg Domeyrat/Loire („Später Donjon“,1435)
- Burg Falaise/Calvados
- Burg Gisors/Normandie
- Burg Guillaume-le-Conquérant/Normandie
- Burg Houdan/Ile-de-France
- Burg Issoudun (Tour Blanche)/Indre
- Burg Lavardin/Loire
- Burg Gaillard/Normandie
- Donjon von Le Pallet/, der älteste und größte Viereckdonjon des französischen Westens, heute in Ruinen
- Donjon von Moncontour/Vienne
- Burg Montady/Hérault
- Burg Montlhery/Essonne
- Donjon von Montbazon/Indre-et-Loire
- Donjon von Pons in Pons/Charente-Maritime
- Burg Romefort (Ciron)/Indre
- Burg Roquetaillade/Bordeaux
- Schloss Vincennes/Paris
- Burg Riveau in Autun/Saône-et-Loire, geschleift bis auf den Donjon, siehe Tour des Ursulines
- Donjon von Langeais/Indre-et-Loire
- Donjon von Loches/Indre-et-Loire
- Donjon von Scorbé-Clairvaux/
- Donjon von Schloss Thun (Schweiz)

Der höchste noch existierende französische Donjon hat sich im südfranzösischen Crest erhalten. Der 52 Meter hohe Wohnturm der Burg Crest wird auf der gefährdeten Bergseite von einer gewaltigen Schildmauer überragt.
Einer der ungewöhnlichsten „Donjons“ ist der hohe Doppelturm der südfranzösischen Burg Castelnau-de-Lévis (Département Tarn). An den halbrunden „tour maîtresse“ wurde hier ein sehr schlanker, rechteckiger Wachturm angebaut. Das Bauwerk wurde wegen der sehr beschränken Nutzfläche sicherlich niemals längerfristig bewohnt.
Bemerkenswert ist auch der aus vier Halbrundtürmen zusammengesetzte kreuzförmige Grundriss des Donjons von Étampes (Essonne).

## Donjons in Deutschland

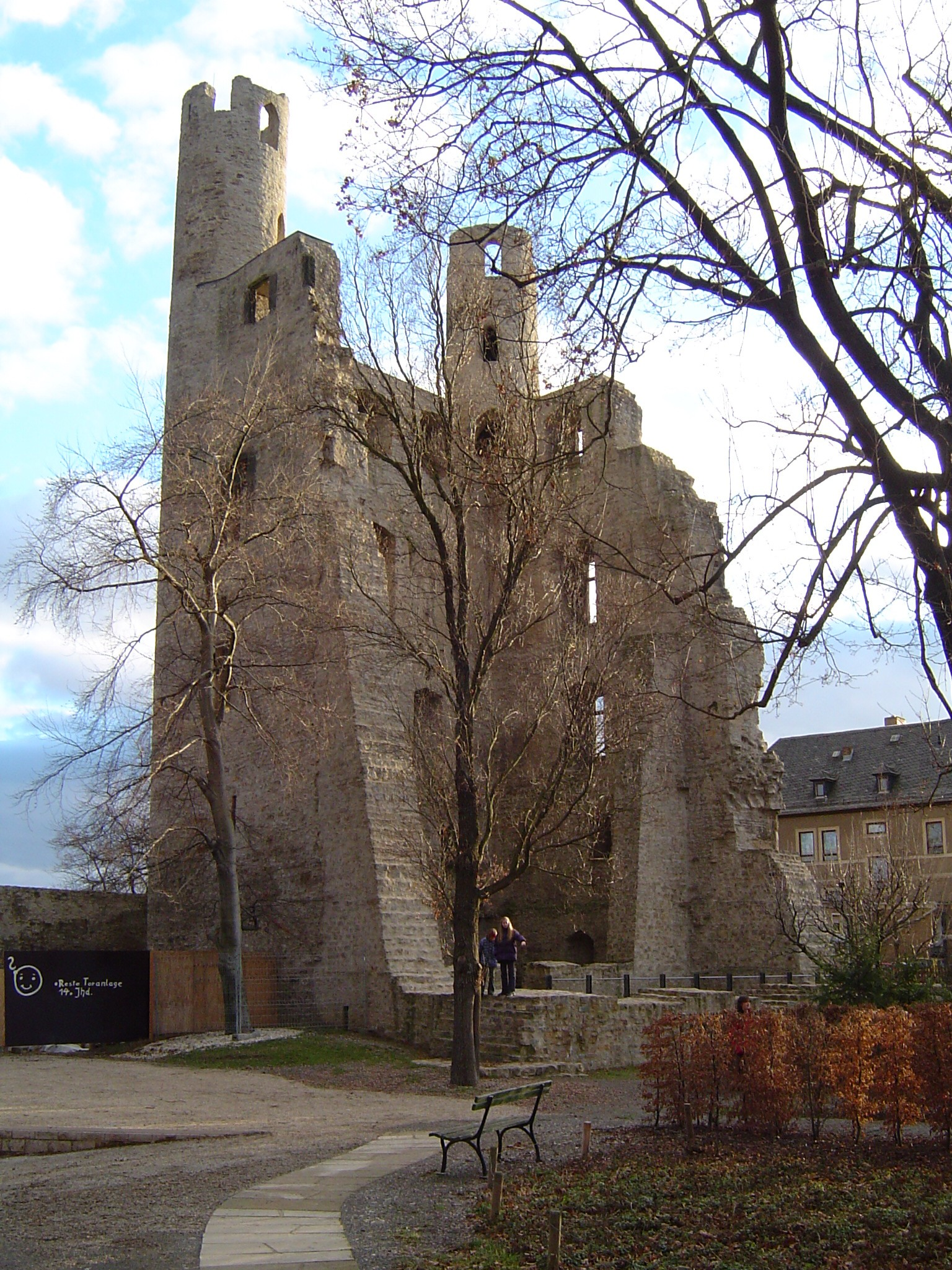
Burgruine Hoher Schwarm, Turmburg des 10. Jh. auf mutmaßlich fränkischer Burgstelle, Thüringen

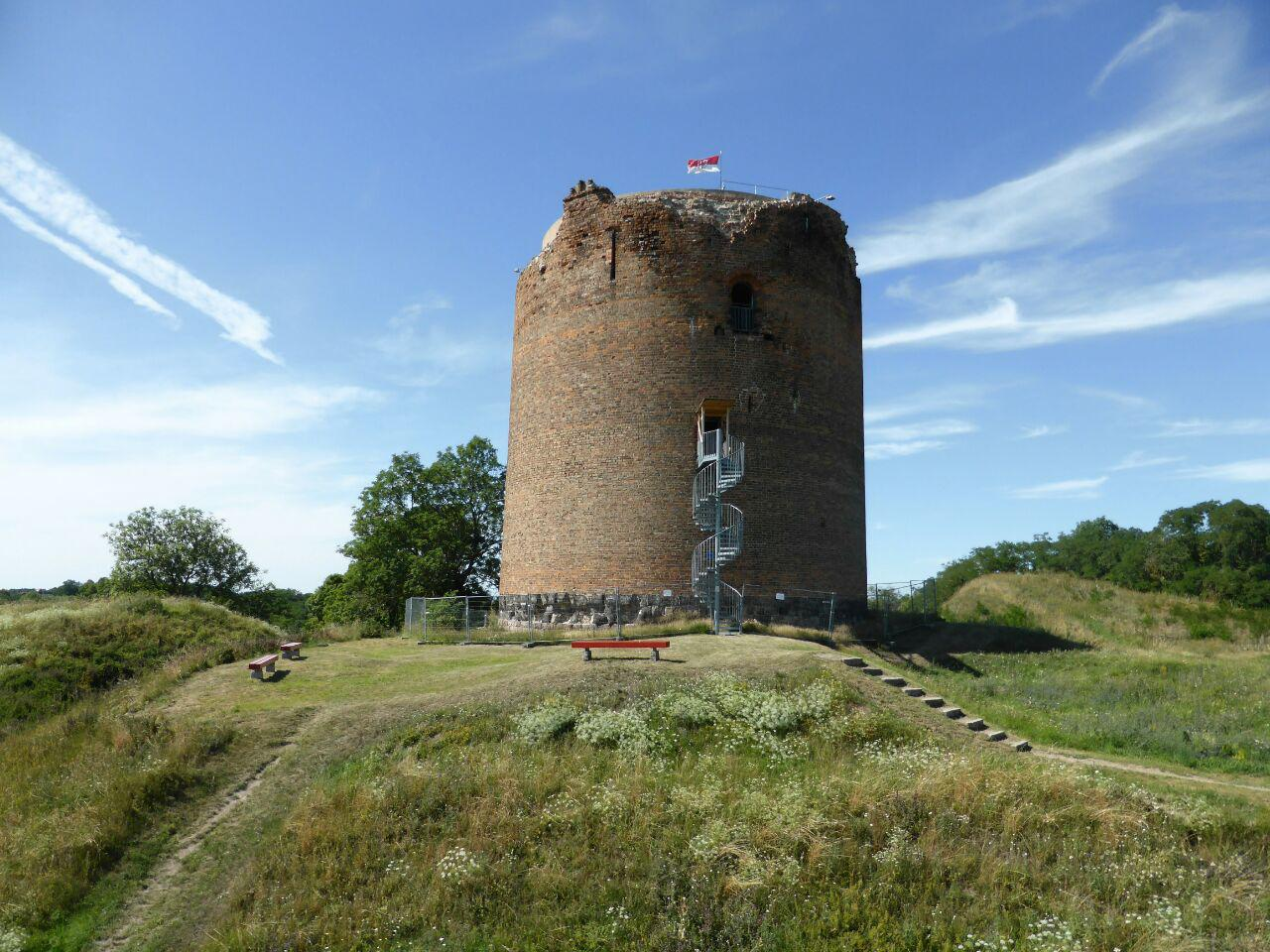
Burg Stolpe, bergfriedartiger runder Wohnturm (18 m Durchmesser), ehem. Turmburg nach dänischen Vorbildern, Brandenburg

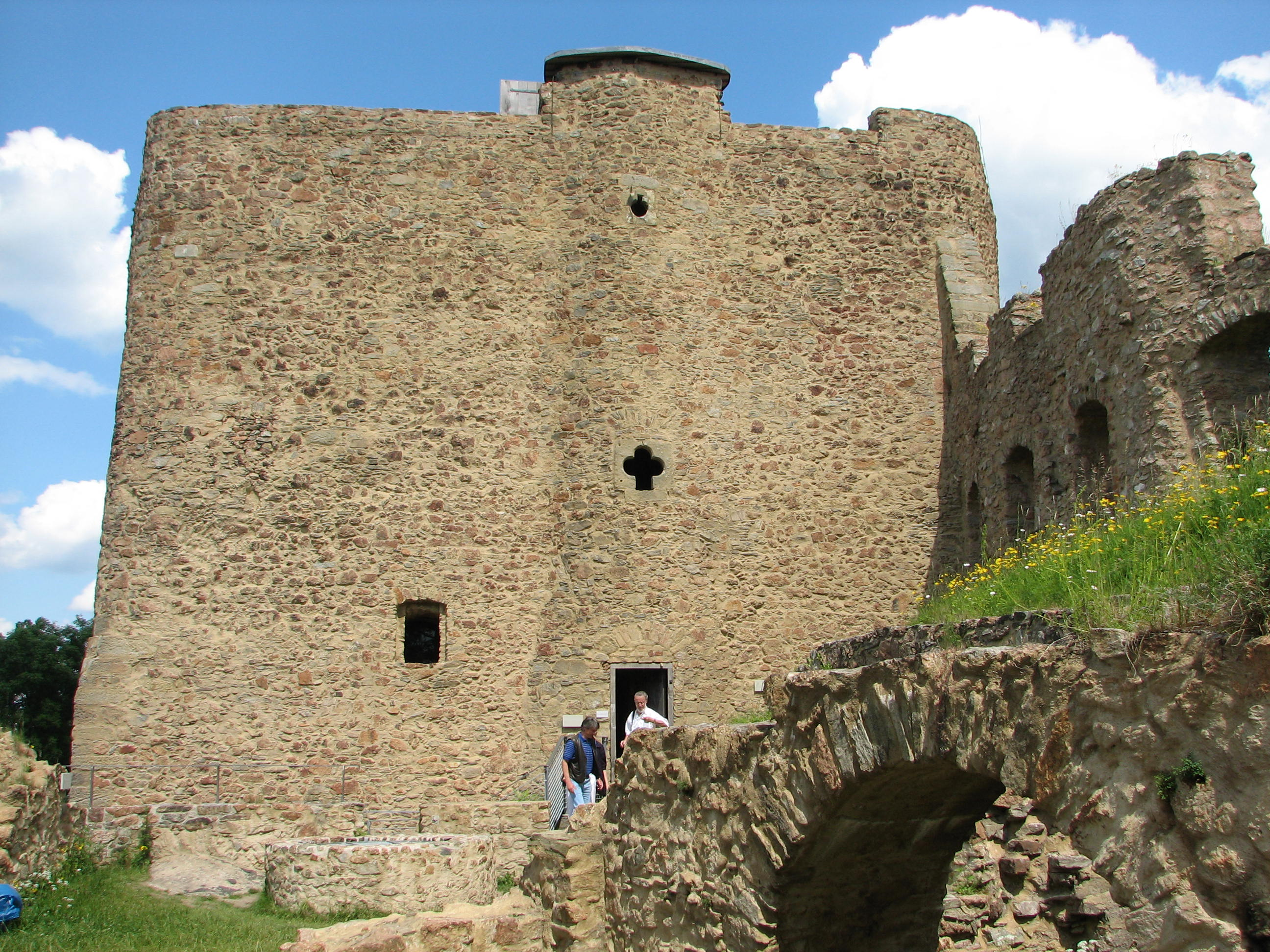
Burg Frauenstein, zentraler Hauptturm mit „runden Ecken“ der spätgotischen Burg, mit integriertem rundem Wendelstein, oft fälschlich als Bergfried bezeichnet, Sachsen

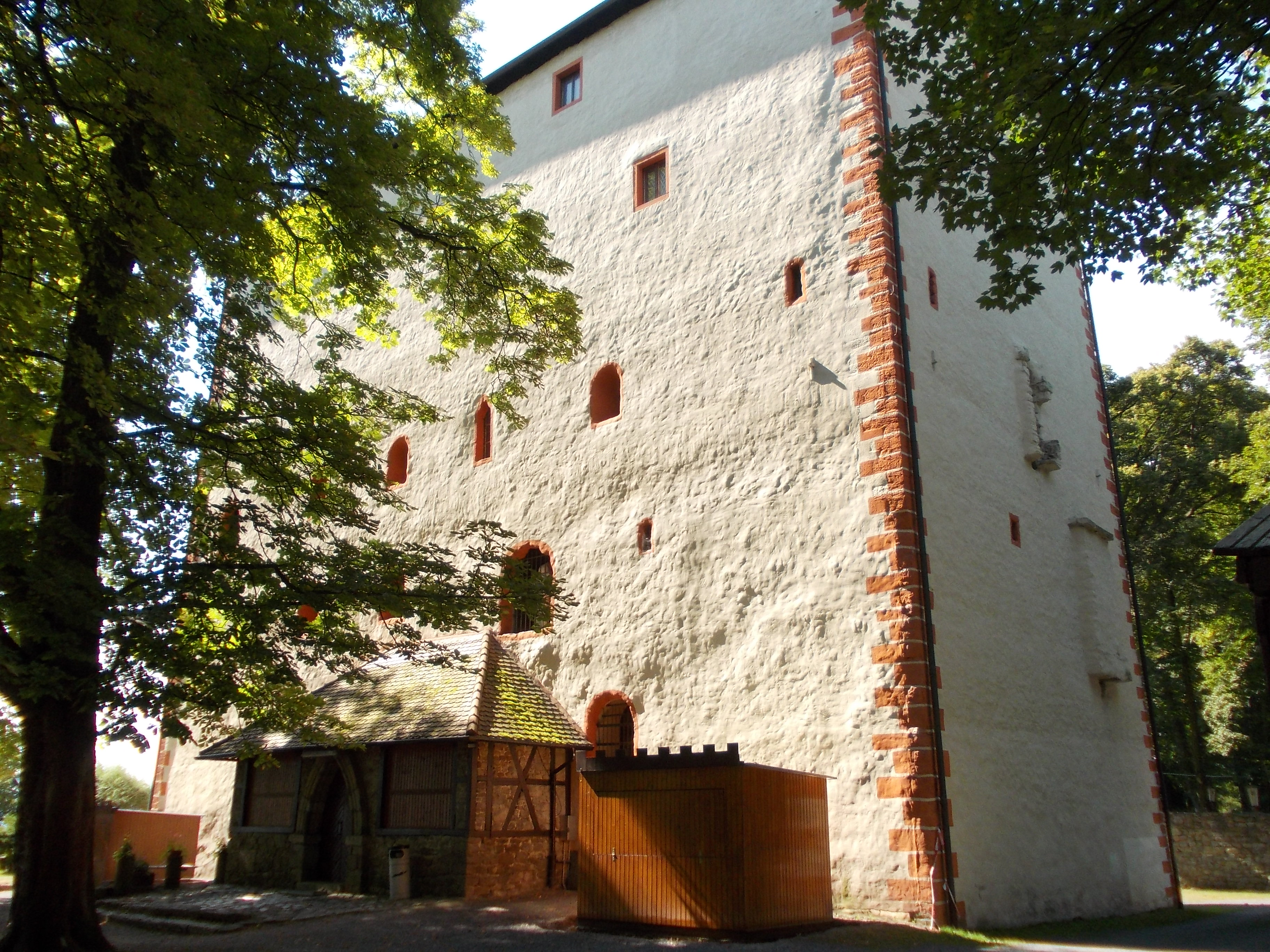
sogenannte „Kemenate“ Orlamünde, Beispiel eines bergfriedartigen „Thüringischen Breitwohnturmes“ mit Hocheingängen, Thüringen

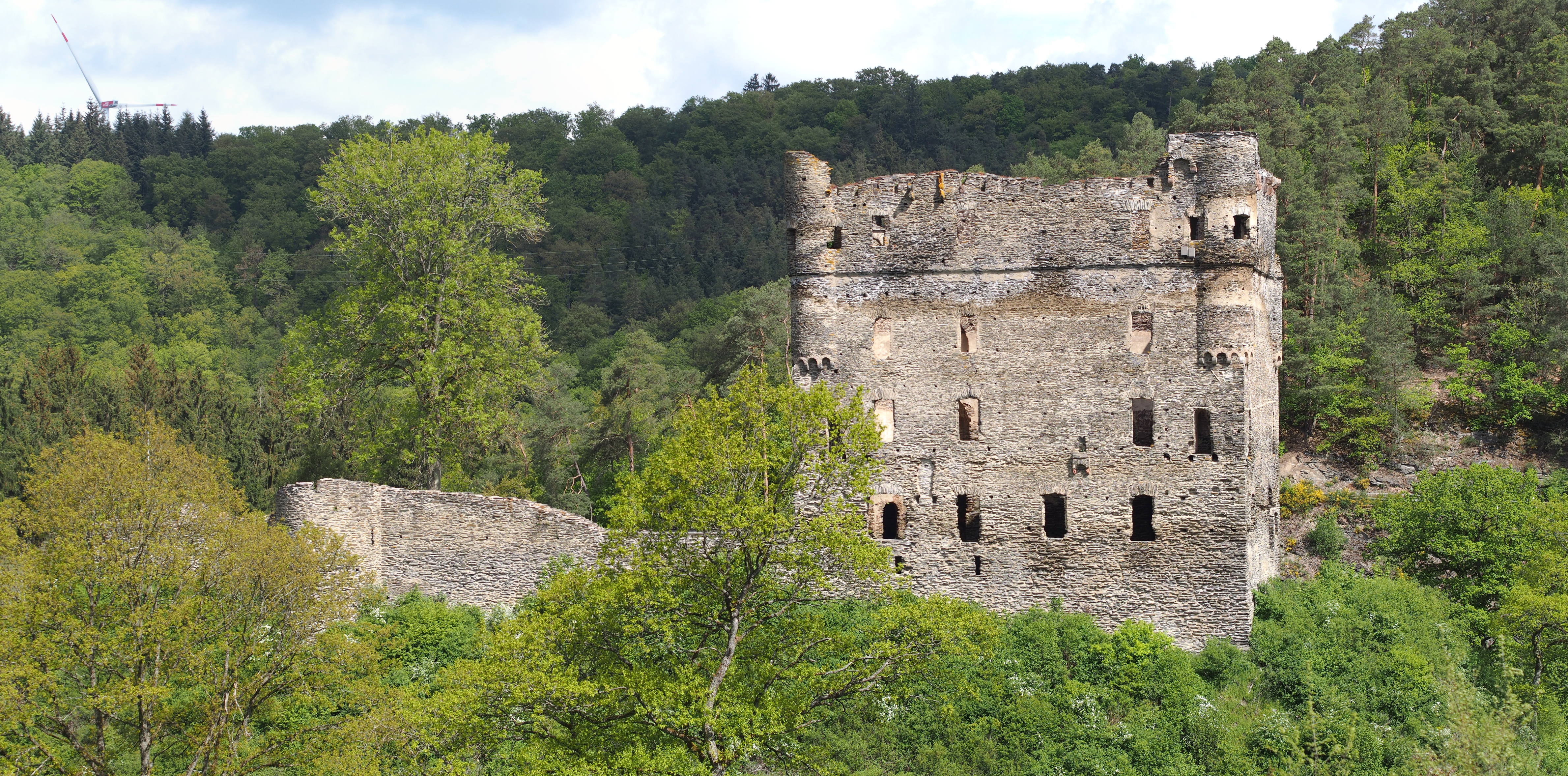
Kurtrierer Burg Balduinseck im Hunsrück, um 1325

Auch in Deutschland erfüllen einige dominierende Haupt-Burgtürme den Begriff des Donjons, wenn es sich nicht um klassische Bergfriede oder reine Wohntürme handelt:
- Burg Hoher Schwarm (10. Jh.), mutmaßlich ehemals eine noch ältere fränkische Anlage, deutschlandweit sicher einzigartige Ruine, Turmburg, Thüringen
- Burg Stolpe, der bergfriedartige ungewöhnlich gewaltige runde Wohnturm „Grützpott“, es soll sich hier um eine Turmburg nach dänischen Vorbildern handeln, Brandenburg
- Burg Frauenstein, der aus zwei Türmen oder einem Turm mit Anbau zusammengesetzte zentrale Hauptturm der spätgotischen Burg, Sachsen
- Neuenburg, runder bergfriedartiger Wohnturm „Dicker Wilhelm“(ab 1180) in der Vorburg II, meist als „Bergfried“ betitelt, Treppenanlagen in den Wänden sowie Kamine und ein Rundgewölbe enthalten, Thüringen
- Schleglerschloss, in Art der Thüringer Breitwohntürme, Baden-Württemberg

Auch die „Thüringischen Breitwohntürme“ des Hochmittelalters, bei Burgen in Thüringen und Sachsen vorzufinden, meist hier lokal als „Kemenate“ bezeichnet, erfüllen den Tatbestand ein Donjon zu sein, da sie ein Mix aus Wohnturm, Wehrturm und Bergfried sind. Daher hatten alle Breitwohntürme ursprünglich Hocheingänge.
Im deutschsprachigen Raum werden seit der Gotik (vor allem der Spätgotik) bis in die Zeit der späten Renaissance sogenannte „Hohe Häuser“ errichtet. Es handelt sich um palasartige Turm-Wohnbauten auf rechteckigem Grundriss, im Stile des Donjons, die eine Wehrhaftigkeit eher nur noch vortäuschen, aber praktisch reine Wohnbauten in Form eines gewaltigen Turmes sind. Beispiele dafür sind:
- „Hohes Haus“(1530) von Schloss Gauernitz, Sachsen
- frühneuzeitliches „Hohes Haus“(17. Jh.) von Schloss Kochberg, Thüringen
- quadratischer „Großer Turm“ im Schloss Freudenstein, Sachsen[2]
- ehem. „Haus der Herzogin“ (1585–1590) des abgegangenen Berliner Renaissanceschlosses, Land Berlin[3]
- Burg Egerberk, Ruine des sogenannten „Palas“, es handelt sich um einen turmartigen Wohnbau der Spätgotik im Stile eines Donjons, Sudetenland, Tschechien
- ein weiteres „Hohes Haus“ bestand offenbar (lt. Merian-Ansicht von 1650) auf der abgegangenen Burg Hornstein in Weimar, Thüringen
- runder Johannisturm (Coselturm)-von 1509-, Burg Stolpen, Sachsen
- Lohrer Schloss um 1340 in Lohr am Main, Bayern

Einen merkwürdigen Hauptturm weist die Kasselburg in Rheinland-Pfalz auf. Er ist ein Mix aus Torturm und Wohnturm. Die Bischofsburg Wittstock in Brandenburg, eine abgegangene runde Stadtburg, hat einen erhaltenen quadratischen Hauptturm aus Backstein, der gleichzeitig Wohnturm und Torturm war.

## Donjons in Skandinavien

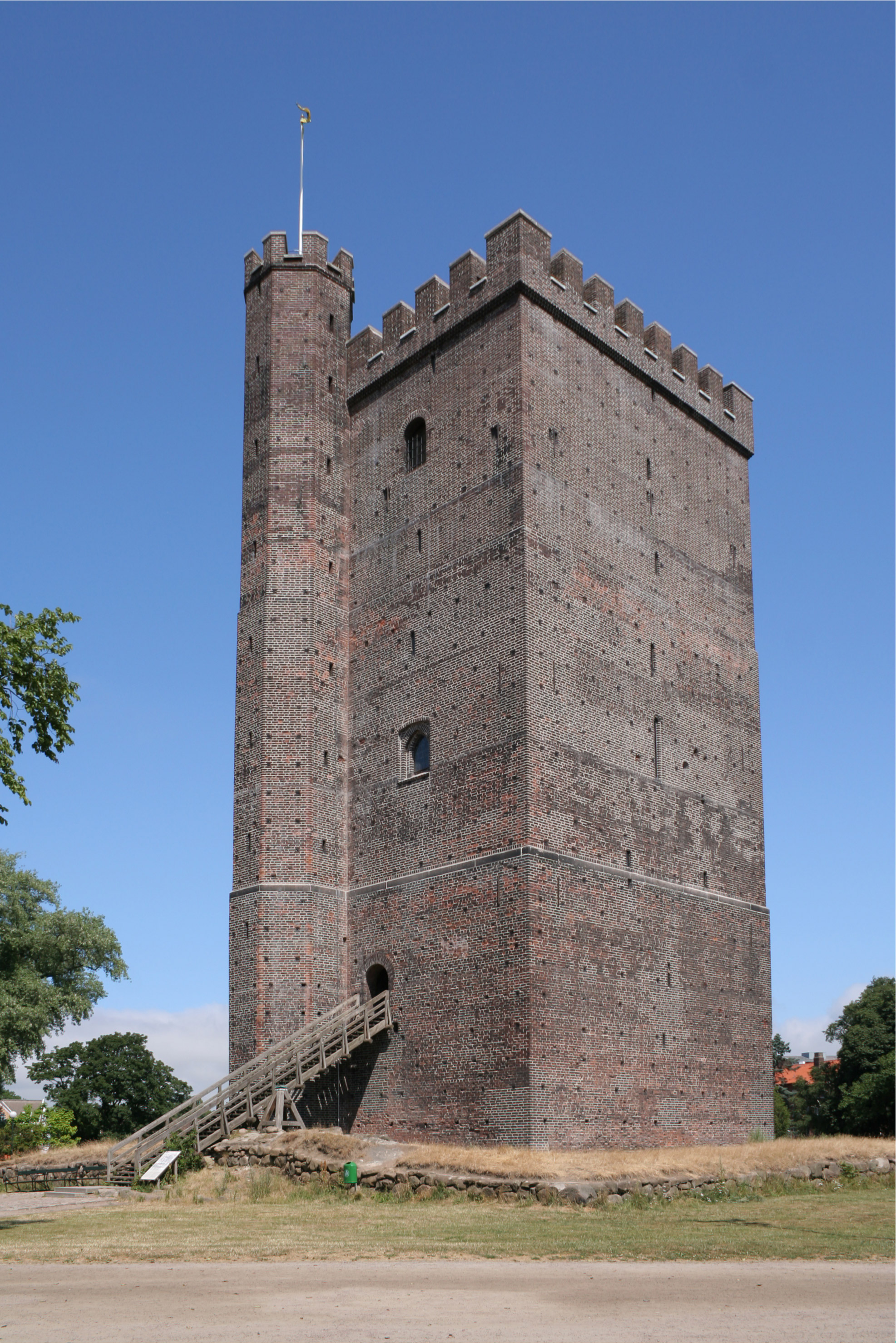
Erhaltener Turm Kärnan (um 1320) der abgetragenen Burg in Helsingborg, Schweden
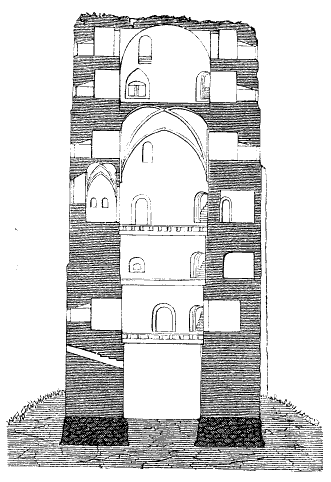
Querschnitt des Kärnan Ende des 19. Jahrhunderts
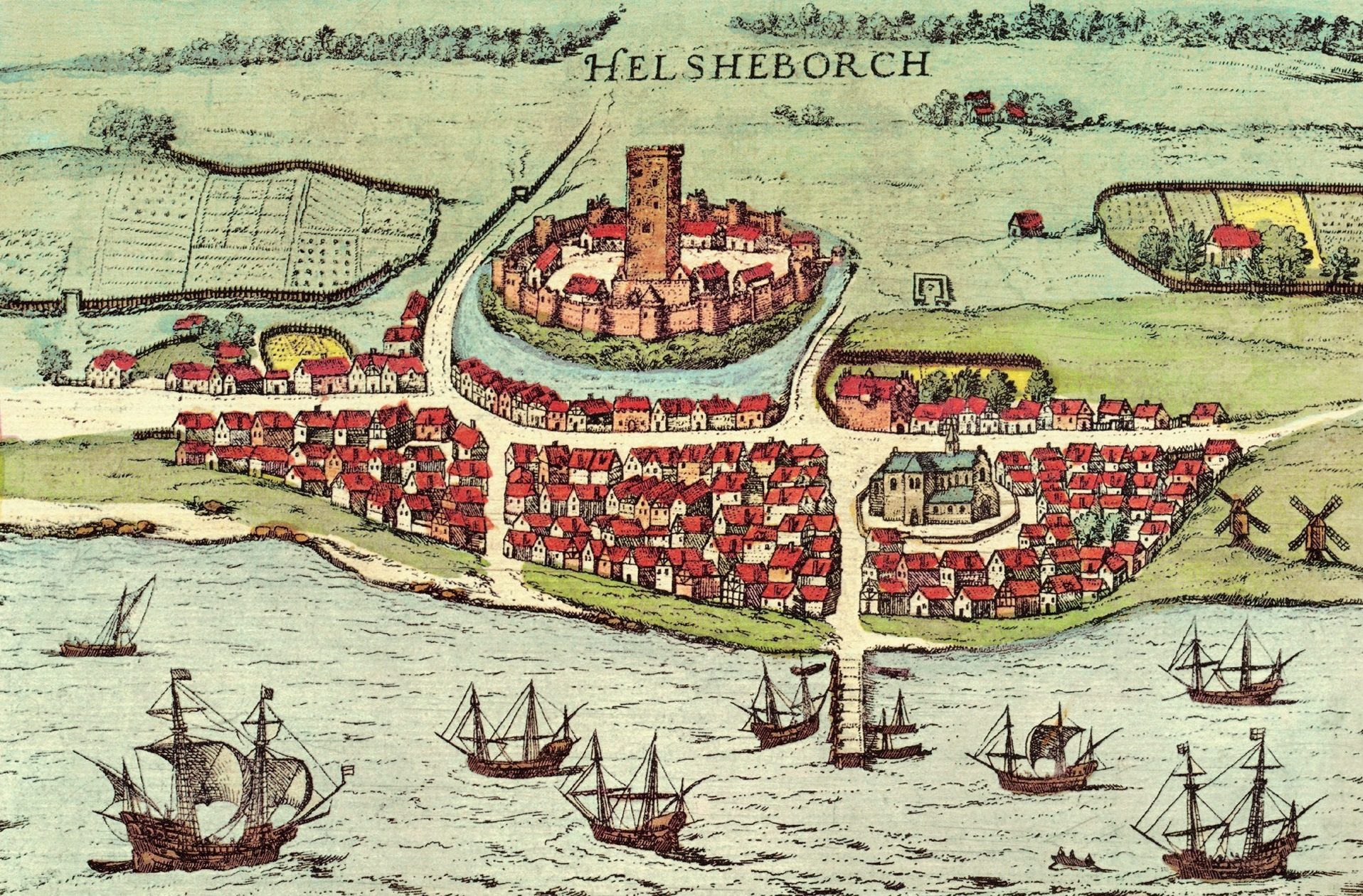
Helsingborg 1589 nach Georg Braun